# Boom Boom Pow
Boom Boom Pow is een nummer van de Amerikaanse groep The Black Eyed Peas, afkomstig van hun derde album The E.N.D.. Boom Boom Pow is de eerste single die de groep heeft uitgebracht sinds 2006. Het nummer werd in Nederland uitgebracht in maart 2009. Ondanks de positieve ontvangst van de single werd het nummer niet gekozen tot Alarmschijf op Radio 538, in tegenstelling tot veel van hun eerdere nummers. Op 18 april 2009 debuteerde Boom Boom Pow op #33 in de Nederlandse Top 40. In week 6 beleefde het nummer haar hoogtepunt door te stijgen naar #10.

## Videoclip
De videoclip van "Boom Boom Pow" werd geregisseerd door Mathew Cullen en Anna Joseph. In de clip zijn de leden van de groep telkens los van elkaar te zien. De clip maakt een futuristische indruk, net als het nummer zelf. Veel recensenten zijn positief over de clip vanwege het grote gebruik van futuristische elementen die naadloos aan zouden sluiten bij de muziek. In de clip veranderen de elementen van vorm doordat er telkens twee elementen samen worden gevoegd tot een element.

## Stijl
In tegenstelling tot al hun voorgaande singles, gaan ze met hun debuutsingle van hun 3e studioalbum, een andere richting op qua stijl. Ze combineren hiphop met electropop en dat geeft toch een ander geluid, dan hun singles van voorgaande jaren.

## Hitlijsten
Het nummer behaalde de toppositie in landen als Australië, Verenigde Staten en het Verenigd Koninkrijk. In de Billboard Hot 100 stond het nummer 12 weken op #1. In Nederland was het nummer een groter succes in de Single Top 100 dan in de Nederlandse Top 40, mede door de invloed van de airplay in de Nederlandse Top 40 bleef Boom Boom Pow achter.
'Boom Boom Pow' is het best verkochte nummer op iTunes, zo maakte de muziekdienst van Apple bekend!

### Hitnotering
| "Boom Boom Pow" in de Nederlandse Top 40 - binnen: 18-04-2009 | "Boom Boom Pow" in de Nederlandse Top 40 - binnen: 18-04-2009 | "Boom Boom Pow" in de Nederlandse Top 40 - binnen: 18-04-2009 | "Boom Boom Pow" in de Nederlandse Top 40 - binnen: 18-04-2009 | "Boom Boom Pow" in de Nederlandse Top 40 - binnen: 18-04-2009 | "Boom Boom Pow" in de Nederlandse Top 40 - binnen: 18-04-2009 | "Boom Boom Pow" in de Nederlandse Top 40 - binnen: 18-04-2009 | "Boom Boom Pow" in de Nederlandse Top 40 - binnen: 18-04-2009 | "Boom Boom Pow" in de Nederlandse Top 40 - binnen: 18-04-2009 | "Boom Boom Pow" in de Nederlandse Top 40 - binnen: 18-04-2009 | "Boom Boom Pow" in de Nederlandse Top 40 - binnen: 18-04-2009 | "Boom Boom Pow" in de Nederlandse Top 40 - binnen: 18-04-2009 | "Boom Boom Pow" in de Nederlandse Top 40 - binnen: 18-04-2009 | "Boom Boom Pow" in de Nederlandse Top 40 - binnen: 18-04-2009 | "Boom Boom Pow" in de Nederlandse Top 40 - binnen: 18-04-2009 | "Boom Boom Pow" in de Nederlandse Top 40 - binnen: 18-04-2009 | "Boom Boom Pow" in de Nederlandse Top 40 - binnen: 18-04-2009 | "Boom Boom Pow" in de Nederlandse Top 40 - binnen: 18-04-2009 |
| Week                                                          | 1                                                             | 2                                                             | 3                                                             | 4                                                             | 5                                                             | 6                                                             | 7                                                             | 8                                                             | 9                                                             | 10                                                            | 11                                                            | 12                                                            | 13                                                            | 14                                                            | 15                                                            | 16                                                            |                                                               |
| ------------------------------------------------------------- | ------------------------------------------------------------- | ------------------------------------------------------------- | ------------------------------------------------------------- | ------------------------------------------------------------- | ------------------------------------------------------------- | ------------------------------------------------------------- | ------------------------------------------------------------- | ------------------------------------------------------------- | ------------------------------------------------------------- | ------------------------------------------------------------- | ------------------------------------------------------------- | ------------------------------------------------------------- | ------------------------------------------------------------- | ------------------------------------------------------------- | ------------------------------------------------------------- | ------------------------------------------------------------- | ------------------------------------------------------------- |
| Nummer                                                        | 33                                                            | 23                                                            | 19                                                            | 13                                                            | 12                                                            | 10                                                            | 13                                                            | 15                                                            | 15                                                            | 11                                                            | 19                                                            | 20                                                            | 26                                                            | 31                                                            | 37                                                            | 37                                                            | uit                                                           |

| "Boom Boom Pow" in de Nederlandse Single Top 100 - binnen: 11-04-2009 | "Boom Boom Pow" in de Nederlandse Single Top 100 - binnen: 11-04-2009 | "Boom Boom Pow" in de Nederlandse Single Top 100 - binnen: 11-04-2009 | "Boom Boom Pow" in de Nederlandse Single Top 100 - binnen: 11-04-2009 | "Boom Boom Pow" in de Nederlandse Single Top 100 - binnen: 11-04-2009 | "Boom Boom Pow" in de Nederlandse Single Top 100 - binnen: 11-04-2009 | "Boom Boom Pow" in de Nederlandse Single Top 100 - binnen: 11-04-2009 | "Boom Boom Pow" in de Nederlandse Single Top 100 - binnen: 11-04-2009 | "Boom Boom Pow" in de Nederlandse Single Top 100 - binnen: 11-04-2009 | "Boom Boom Pow" in de Nederlandse Single Top 100 - binnen: 11-04-2009 | "Boom Boom Pow" in de Nederlandse Single Top 100 - binnen: 11-04-2009 | "Boom Boom Pow" in de Nederlandse Single Top 100 - binnen: 11-04-2009 | "Boom Boom Pow" in de Nederlandse Single Top 100 - binnen: 11-04-2009 | "Boom Boom Pow" in de Nederlandse Single Top 100 - binnen: 11-04-2009 | "Boom Boom Pow" in de Nederlandse Single Top 100 - binnen: 11-04-2009 | "Boom Boom Pow" in de Nederlandse Single Top 100 - binnen: 11-04-2009 | "Boom Boom Pow" in de Nederlandse Single Top 100 - binnen: 11-04-2009 | "Boom Boom Pow" in de Nederlandse Single Top 100 - binnen: 11-04-2009 | "Boom Boom Pow" in de Nederlandse Single Top 100 - binnen: 11-04-2009 |
| Week                                                                  | 1                                                                     | 2                                                                     | 3                                                                     | 4                                                                     | 5                                                                     | 6                                                                     | 7                                                                     | 8                                                                     | 9                                                                     | 10                                                                    | 11                                                                    | 12                                                                    | 13                                                                    | 14                                                                    | 15                                                                    | 16                                                                    | 17                                                                    | 18                                                                    |
| --------------------------------------------------------------------- | --------------------------------------------------------------------- | --------------------------------------------------------------------- | --------------------------------------------------------------------- | --------------------------------------------------------------------- | --------------------------------------------------------------------- | --------------------------------------------------------------------- | --------------------------------------------------------------------- | --------------------------------------------------------------------- | --------------------------------------------------------------------- | --------------------------------------------------------------------- | --------------------------------------------------------------------- | --------------------------------------------------------------------- | --------------------------------------------------------------------- | --------------------------------------------------------------------- | --------------------------------------------------------------------- | --------------------------------------------------------------------- | --------------------------------------------------------------------- | --------------------------------------------------------------------- |
| Nummer                                                                | 40                                                                    | 16                                                                    | 18                                                                    | 28                                                                    | 11                                                                    | 17                                                                    | 10                                                                    | 11                                                                    | 6                                                                     | 4                                                                     | 4                                                                     | 7                                                                     | 14                                                                    | 13                                                                    | 11                                                                    | 13                                                                    | 13                                                                    | 16                                                                    |
| Week                                                                  | 19                                                                    | 20                                                                    | 21                                                                    | 22                                                                    | 23                                                                    | 24                                                                    | 25                                                                    | 26                                                                    | 27                                                                    | 28                                                                    | 29                                                                    | 30                                                                    | 31                                                                    | 32                                                                    | 33                                                                    | 34                                                                    | 35                                                                    |                                                                       |
| Nummer                                                                | 23                                                                    | 25                                                                    | 27                                                                    | 30                                                                    | 39                                                                    | 42                                                                    | 46                                                                    | 45                                                                    | 48                                                                    | 51                                                                    | 48                                                                    | 57                                                                    | 60                                                                    | 74                                                                    | 51                                                                    | 64                                                                    | 76                                                                    | uit                                                                   |

| "Boom Boom Pow" in de Vlaamse Ultratop 50 - binnen: 25-04-2009 | "Boom Boom Pow" in de Vlaamse Ultratop 50 - binnen: 25-04-2009 | "Boom Boom Pow" in de Vlaamse Ultratop 50 - binnen: 25-04-2009 | "Boom Boom Pow" in de Vlaamse Ultratop 50 - binnen: 25-04-2009 | "Boom Boom Pow" in de Vlaamse Ultratop 50 - binnen: 25-04-2009 | "Boom Boom Pow" in de Vlaamse Ultratop 50 - binnen: 25-04-2009 | "Boom Boom Pow" in de Vlaamse Ultratop 50 - binnen: 25-04-2009 | "Boom Boom Pow" in de Vlaamse Ultratop 50 - binnen: 25-04-2009 | "Boom Boom Pow" in de Vlaamse Ultratop 50 - binnen: 25-04-2009 | "Boom Boom Pow" in de Vlaamse Ultratop 50 - binnen: 25-04-2009 | "Boom Boom Pow" in de Vlaamse Ultratop 50 - binnen: 25-04-2009 | "Boom Boom Pow" in de Vlaamse Ultratop 50 - binnen: 25-04-2009 | "Boom Boom Pow" in de Vlaamse Ultratop 50 - binnen: 25-04-2009 | "Boom Boom Pow" in de Vlaamse Ultratop 50 - binnen: 25-04-2009 | "Boom Boom Pow" in de Vlaamse Ultratop 50 - binnen: 25-04-2009 | "Boom Boom Pow" in de Vlaamse Ultratop 50 - binnen: 25-04-2009 | "Boom Boom Pow" in de Vlaamse Ultratop 50 - binnen: 25-04-2009 | "Boom Boom Pow" in de Vlaamse Ultratop 50 - binnen: 25-04-2009 | "Boom Boom Pow" in de Vlaamse Ultratop 50 - binnen: 25-04-2009 | "Boom Boom Pow" in de Vlaamse Ultratop 50 - binnen: 25-04-2009 | "Boom Boom Pow" in de Vlaamse Ultratop 50 - binnen: 25-04-2009 | "Boom Boom Pow" in de Vlaamse Ultratop 50 - binnen: 25-04-2009 | "Boom Boom Pow" in de Vlaamse Ultratop 50 - binnen: 25-04-2009 | "Boom Boom Pow" in de Vlaamse Ultratop 50 - binnen: 25-04-2009 | "Boom Boom Pow" in de Vlaamse Ultratop 50 - binnen: 25-04-2009 | "Boom Boom Pow" in de Vlaamse Ultratop 50 - binnen: 25-04-2009 | "Boom Boom Pow" in de Vlaamse Ultratop 50 - binnen: 25-04-2009 | "Boom Boom Pow" in de Vlaamse Ultratop 50 - binnen: 25-04-2009 | "Boom Boom Pow" in de Vlaamse Ultratop 50 - binnen: 25-04-2009 | "Boom Boom Pow" in de Vlaamse Ultratop 50 - binnen: 25-04-2009 | "Boom Boom Pow" in de Vlaamse Ultratop 50 - binnen: 25-04-2009 | "Boom Boom Pow" in de Vlaamse Ultratop 50 - binnen: 25-04-2009 | "Boom Boom Pow" in de Vlaamse Ultratop 50 - binnen: 25-04-2009 |
| Week                                                           | 1                                                              | 2                                                              | 3                                                              | 4                                                              | 5                                                              | 6                                                              | 7                                                              | 8                                                              | 9                                                              | 10                                                             | 11                                                             | 12                                                             | 13                                                             | 14                                                             | 15                                                             | 16                                                             | 17                                                             | 18                                                             | 19                                                             | 20                                                             | 21                                                             | 22                                                             | 23                                                             | 24                                                             |                                                                | 25                                                             | 26                                                             | 27                                                             |                                                                | 28                                                             | 29                                                             |                                                                |
| -------------------------------------------------------------- | -------------------------------------------------------------- | -------------------------------------------------------------- | -------------------------------------------------------------- | -------------------------------------------------------------- | -------------------------------------------------------------- | -------------------------------------------------------------- | -------------------------------------------------------------- | -------------------------------------------------------------- | -------------------------------------------------------------- | -------------------------------------------------------------- | -------------------------------------------------------------- | -------------------------------------------------------------- | -------------------------------------------------------------- | -------------------------------------------------------------- | -------------------------------------------------------------- | -------------------------------------------------------------- | -------------------------------------------------------------- | -------------------------------------------------------------- | -------------------------------------------------------------- | -------------------------------------------------------------- | -------------------------------------------------------------- | -------------------------------------------------------------- | -------------------------------------------------------------- | -------------------------------------------------------------- | -------------------------------------------------------------- | -------------------------------------------------------------- | -------------------------------------------------------------- | -------------------------------------------------------------- | -------------------------------------------------------------- | -------------------------------------------------------------- | -------------------------------------------------------------- | -------------------------------------------------------------- |
| Nummer                                                         | 35                                                             | 33                                                             | 22                                                             | 12                                                             | 3                                                              | 4                                                              | 2                                                              | 2                                                              | 2                                                              | 1                                                              | 3                                                              | 5                                                              | 4                                                              | 7                                                              | 9                                                              | 12                                                             | 16                                                             | 15                                                             | 25                                                             | 26                                                             | 31                                                             | 31                                                             | 31                                                             | 38                                                             | uit                                                            | 43                                                             | 50                                                             | 48                                                             | uit                                                            | 35                                                             | 34                                                             | uit                                                            |

Will.i.am · Apl.de.ap · Taboo · Fergie